# Žabník trávolistý
Žabník trávolistý (Alisma gramineum) někdy také žabník trávovitý  je druh jednoděložných rostlin z čeledi žabníkovité (Alismataceae).

## Popis
Jedná se o vytrvalou bahenní až vodní rostlinu, dorůstá výšky cca 10–50 cm  Ponořené listy nejsou rozlišeny v řapík a čepel a jsou dlouze páskovité, listy nad hladinou jsou řapíkaté, čepele jsou eliptické až kopinaté, na bázi dlouze klínovité. Květy jsou uspořádány do květenství, jedná se o přeslenatou vrcholovou latu. Může vykvétat pod vodou i nad vodou. Okvětí je rozlišeno na kalich a korunu. Kališní lístky jsou 3, korunní také 3, korunní lístky jsou bílé. Gyneceum je apokarpní. Čnělka je hákovitě zakřivená, kratší než semeník. Plodem jsou nažky uspořádané v souplodí. Na hřbetě nažky jsou 2 rýhy.

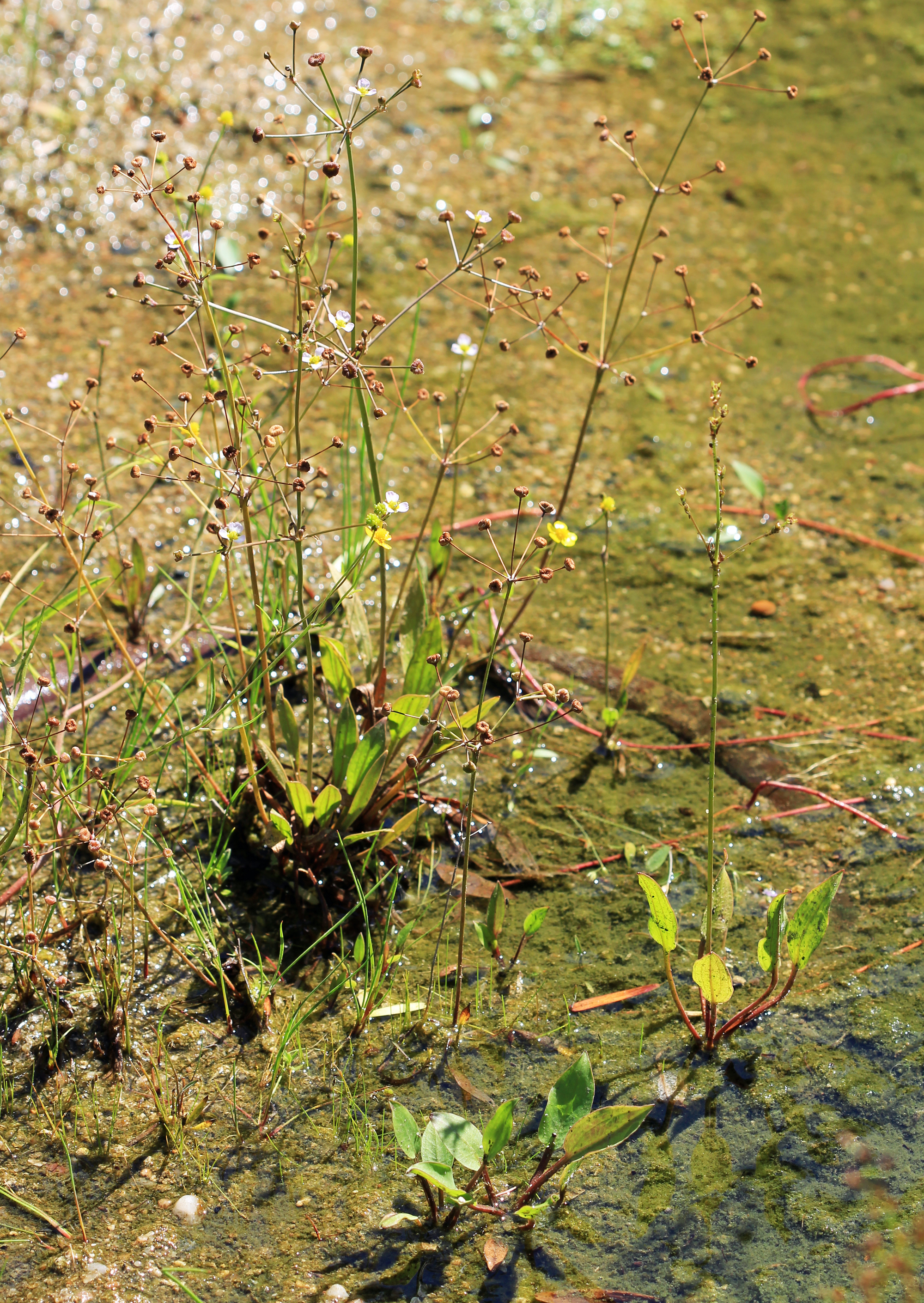
Botanická zahrada Na Slupi, Praha

## Rozšíření ve světě
Žabník trávolistý roste přirozeně ve velké části Evropy a Asie, zasahuje až do severní Afriky a roste přirozeně i v Severní Americe .

## Rozšíření v Česku
V ČR celkem vzácně v teplejších oblastech a v jihočeské rybniční pánvi, většinou od nížin po pahorkatiny. Jedná se o silně ohroženou rostlinu (C2), nejčastěji ji můžeme vidět při březích vod a na obnažených dnech .